# 小池友妃子
小池 友妃子（こいけ ゆきこ、1969年9月14日 - ）は、日本の政治家。愛知県碧南市長（1期）。元碧南市議会議員（2期）。

## 経歴
へきなん幼稚園、碧南市立中央小学校、碧南市立東中学校、愛知県立碧南高等学校を経て、日本大学文理学部社会学科に入り、特待生となり、同大学を卒業する。卒業後は同和火災海上保険株式会社（現：あいおいニッセイ同和損害保険株式会社）へ入社、生命保険会社設立に関する準備に携わったり、生命保険会社での勤務も経験した。この間にファイナンシャルプランナーの資格を取得した。
学生時代から政治活動に携わり、2016年に碧南市議会議員へ立候補し、当選。2期務め、市議会総務文教委員長、臨海対策特別委員会委員長、議会運営委員会副委員長、経済建設委員会副委員長等を歴任した。
2024年4月21日投開票の碧南市長選挙に立候補し、16年ぶりとなった選挙戦で、現職の禰冝田政信と元市議会議員の鈴木良和を破り、初当選した。長久手市長の佐藤有美に次ぎ、愛知県内では2人目の女性市長となる。
※当日有権者数：54,914人 最終投票率：57.07%（前回比：pts）
| 候補者名   | 年齢 | 所属党派 | 新旧別 | 得票数   | 得票率 | 推薦・支持 |
| ---------- | ---- | -------- | ------ | -------- | ------ | ---------- |
| 小池友妃子 | 54   | 無所属   | 新     | 14,424票 | 46.95% |            |
| 禰冝田政信 | 72   | 無所属   | 現     | 9,454票  | 30.77% |            |
| 鈴木良和   | 67   | 無所属   | 新     | 6,845票  | 22.28% |            |

## 人物
- 父は碧南市議会議員を2012年まで40年務めた杉浦和彦[2][4]。2024年2月、小池が市長になる前に死去。晩年は在宅介護を受けていた[5]。
- 「友妃子」の名前は石原慎太郎に命名された[1]。
- 20歳の頃（おそらく大学時代）に母を病気で亡くしたが、市内に頼れるところがなかったことが、政治家を志したきっかけとなった。そのため市内に病児保育施設が欲しいと思ったという[5]。